# Plaça del Trocadéro
La plaça del Trocadéro-et-du-11-Novembre se situa al 16è arrondissement de París, a la cruïlla de l'avinguda del Président-Wilson, l'avinguda Kléber, l'avinguda Raymond-Poincaré, l'avinguda d'Eylau, l'avinguda Georges-Mandel i l'avinguda Paul-Doumer. Anteriorment anomenada plaça del Trocadéro, el seu nom actual data de 1978. Més antigament, era la plaça del Rei de Roma.
Aquest lloc ha estat batejat així en record de la batalla que va tindre lloc el 31 d'agost de 1823, durant la que un grup expedicionari francès va prendre el fort del Trocadéro que defensava el port de Cadis, a Espanya.
El seu diàmetre és de 164 metres, està plantada amb arbres i guarnida amb l'estàtua de Ferdinand Foch i d'un monument a la glòria de l'exèrcit francès. En aquesta plaça es troba el palau de Chaillot.
En aquesta plaça hi ha l'estació de metro Trocadéro, línia 6 i 9.